# Jeremy Collier

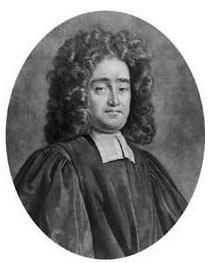
Porträt von Jeremy Collier gemalt von William Faithorne the Younger

Jeremy Collier (* 3. September 1650 in Stow-cum-Quy, Cambridgeshire; † 26. April 1726 in London) war ein anglikanischer Bischof und englischer Theaterkritiker.

## Leben
Als Unterstützer von König James II. gehörte er nach der Glorious Revolution, in der 1688 König William III. und Königin Mary auf den Thron kamen, zu den sogenannten „Non-Jurors“, eine Gruppe, die den neuen Monarchen die Gefolgschaft verweigerten. 1713 wurde er zum Bischof geweiht durch „non-juring“ schottische Bischöfe, die der Staatskirche nicht angehörten.
Bedeutung kommt Collier vor allem in Zusammenhang mit der englischen Theatergeschichte zu. In seiner Streitschrift A Short View of the Immorality and Profaneness of the English Stage (eine kurze Betrachtung über die Unsittlichkeit und Gottlosigkeit der englischen Bühne, 1698) griff er die Restaurationskomödien der 1690er Jahre scharf an. In dieser Schrift bezog er sich vor allem auf die Stücke von William Congreve und John Vanbrugh.